# Franz Reichelt
Franz Karl Reichelt (Wegstädtl, 1878. október 16. – Párizs, 1912. február 4.) osztrák származású, Franciaországban élő szabómester volt, aki saját fejlesztésű ejtőernyőjével leugrott az Eiffel-torony alsó szintjéről, és szörnyethalt. Halálos kísérlete után a Repülő Szabó néven is emlegették.

## Élete és halála
A 20. század elején a repülés még gyermekcipőben járt, sok volt a baleset. 1911 novemberében tízezer frank értékű díjat ajánlottak fel egy biztonságos ejtőernyő kifejlesztésére. A Lalance-díjat eredetileg 1910-ben írták ki ötezer frank értékben, novemberben ezt az összeget duplázták meg. A kiírás értelmében az ejtőernyő nem lehetett 25 kilogrammnál nehezebb.
Franz Reichelt egy olyan ejtőernyő kifejlesztésén dolgozott szabadidejében, amely megmentheti a bajba került pilótákat. Szerkezete leginkább egy nagy - zsinórokkal, gumival, rudakkal összeerősített - kabátra emlékeztetett, amely a tervek szerint a levegőben szétterül, és viselője leereszkedhet vele a földre. Számos kísérletet hajtott végre szerkezetével bábukkal, azok túlnyomó többsége sikertelen volt. Reichelt engedélyt kért arra, hogy szerkezetét egy bábura erősítve kipróbálhassa az Eiffel-toronyról.
A jóváhagyás birtokában 1912. február 4-én megjelent az építménynél, majd közölte, hogy ő maga ugrik le. A feltaláló rövid ideig hezitált a vaskorláton állva, majd az összecsődült újságírók és érdeklődők előtt levetette magát a mintegy 60 méteres magasságból. Az ernyő nem terült szét, így Reichelt a földnek csapódott, és azonnal meghalt. Ugrását a kamerák is megörökítették.